# Лихтблау, Адольф
Адольф Лихтблау (нем. Adolf Lichtblau; 17 мая 1844, Вена — 10 мая 1908, Аббация) — австрийский журналист, экономист, редактор и драматург.
В детские и отроческие годы играл в театре. Благодаря влиянию видного экономиста Лоренца фон Штейна с 1862 года изучал экономику и статистику в Будапеште. Одновременно выступал как фельетонист в местных газетах (публиковался, в частности, в «Illustrierte Welt» и «Freie Volksstimme») и выполнял обязанности будапештского корреспондента ряда зарубежных изданий. Затем вернулся в Вену. С 1874 года основатель и главный редактор специализированного журнала пивоваренной отрасли «Gambrinus»; опубликовал обзорный труд «Положение в пивной отрасли» (нем. Die Lage der Bierindustrie; 1877). Возглавлял Австрийский союз отраслевых журналистов (нем. Oesterreichischer Fachschriftstellerverband), был вице-президентом Союза австрийских журналистов и писателей. В 1894 году был директором Международной пивной и пищевой выставки в Вене. Важнейший труд — обзор «Золотая книга земельного и лесного хозяйства Австро-Венгрии» (нем. Das goldene Buch der Land- und Forstwirtschaft in Oesterreich-Ungarn; 1890, в 2 томах). Был также президентом Общества по строительству синагог в районах Виден и Маргаретен. Выступал также как драматург.